# Élections sénatoriales de 1986 dans le Vaucluse
Les élections sénatoriales dans le Vaucluse ont eu lieu le dimanche 28 septembre 1986. 

## Contexte départemental
Lors des élections sénatoriales du 25 septembre 1977 dans le Vaucluse, deux sénateurs PS ont été élus.
Depuis, tous les effectifs du collège électoral des grands électeurs ont été renouvelés, avec les élections municipales de 1983, les élections cantonales de 1982 et 1985, les élections législatives de 1986 et les élections régionales de 1986.

## Sénateurs sortants
| Sénateur | Sénateur      | Parti | Autres mandats                                                    |
| -------- | ------------- | ----- | ----------------------------------------------------------------- |
|          | Henri Duffaut | PS    | ancien conseiller général, ancien député, ancien maire d'Avignon  |
|          | Jean Geoffroy | PS    | ancien conseiller général, ancien maire de Saint-Saturnin-lès-Apt |

## Résultats
| Candidat       | Candidat           | Parti          | Premier tour | Premier tour | Second tour | Second tour |
| Candidat       | Candidat           | Parti          | Voix         | %            | Voix        | %           |
| -------------- | ------------------ | -------------- | ------------ | ------------ | ----------- | ----------- |
|                | Jacques Bérard     | RPR            | 368          | 38,10        | 457         | 51,18       |
|                | Maurice Charretier | UDF            | 333          | 34,47        | 447         | 50,06       |
|                | Jean Garcin        | PS             | 313          | 32,40        | 412         | 46,14       |
|                | Pierre Boyer       | PS             | 279          | 28,88        | 363         | 40,65       |
|                | Jean Lebré         | PCF            | 149          | 15,42        | 10          | 1,12        |
|                | Maurice Granoux    | PCF            | 138          | 14,29        | 9           | 1,01        |
|                | Yves Michel-Béchet | UDF            | 133          | 13,77        | 1           | 0,11        |
|                | Régis Deroudilhe   | DVD            | 103          | 10,66        | 1           | 0,11        |
|                | Marcel Perrin      | MRG            | 12           | 1,24         |             |             |
|                | Jean-Claude Rieu   | MRG            | 10           | 1,06         |             |             |
|                |                    |                |              |              |             |             |
| Inscrits       | Inscrits           | Inscrits       | 983          | 100,00       | 983         | 100,00      |
| Abstentions    | Abstentions        | Abstentions    | 10           | 1,02         | 7           | 0,71        |
| Votants        | Votants            | Votants        | 973          | 98,98        | 976         | 99,29       |
| Blancs et nuls | Blancs et nuls     | Blancs et nuls | 7            | 0,72         | 83          | 8,50        |
| Exprimés       | Exprimés           | Exprimés       | 966          | 99,28        | 893         | 91,50       |

## Sénateurs élus
| Sénateur | Sénateur           | Parti |
| -------- | ------------------ | ----- |
|          | Jacques Bérard     | RPR   |
|          | Maurice Charretier | UDF   |